# Юрчук Віра
Віра Юрчук (нар. 1941) — малярка, родом зі Львова. Навчалася в Онтарійському коледжі мистецтва у Торонто. Працює в техніках акриліку, монотипії і батіку. Мала власні виставки в Оттаві й Торонто та брала участь у численних збірних, м. ін., у «Світовій виставці українських мистців» (1982) і в міжнародних — «Торонтська мистецька мозаїка» (1984). Від абстрактного безпредметного малярства Юрчук перейшла до малярства фіґурального.
Член Української спілки образотворчих мистецтв Канади. Брала участь у 2015 році в «Мистецькій виставці, присвячену 200-літтю від Дня Народження Тараса Шевченка»